# Feuersteinminen bei Spiennes
Die Feuersteinminen bei Spiennes im belgischen Spiennes sind der größte bekannte neolithische Feuersteinbergwerkskomplex.
Sie umfassen eine Fläche von rund 100 Hektar mit ca. 20.000 Schächten. In Petit Spiennes erreicht die Schachtdichte 5.000 auf 16 ha Land. Genutzt wurden die Minen vom Neolithikum bis in die Eisenzeit. Ihre Einzigartigkeit wurde im Jahr 2000 von der UNESCO gewürdigt, in dem sie in das Welterbe der Menschheit aufgenommen wurden. Sie sind ein herausragendes Beispiel für die kulturelle und technische Entwicklung des Menschen und ein außergewöhnliches Zeugnis für seinen Einfallsreichtum.

## Lage
Die Feuersteinlagerstätte Spiennes befindet sich Nahe der Stadt Mons auf einer silexknollenhaltigen Kreideschicht. Diese ist zum Teil von einer 1,7 m dicken Schicht tertiärer Sande und einer 3–4 m dicken Schicht alluvialem Löß bedeckt. An den tiefergelegenen Stellen dünnt der Löß aus und die Kreideschicht tritt dicht an die Oberfläche. Der dort vorliegende, aus Kieselsäuren entstandene, Silex, chemisch vorwiegend SiO2, besitzt eine braunschwarze Farbe und umschließt Mikrofossilien aus der Kreidezeit.:4 Grob lässt sich das Fundgebiet dreiteilen: „Camp à Cailloux“ im Osten, in der Mitte „Petit Spiennes“ und im Westen das Abbaugebiet „Versant de la Wampe“. Es erstreckt sich südlich des Dorfes Spiennes. In dem Areal befinden sich des Weiteren Schlagplätze, ein Erdwerk der Michelsberger Kultur, eine bronzezeitliche Siedlung, eine spätbronzezeitliche Siedlung und eine eisenzeitliche Siedlung (La Tène Ib bis III). Gräberfelder wurden bisher nicht entdeckt.:124  Auch im 19. Jahrhundert wurden noch Feuersteine für Steinschlossgewehre abgebaut und rezent wird Kreide über Tage gebrochen.

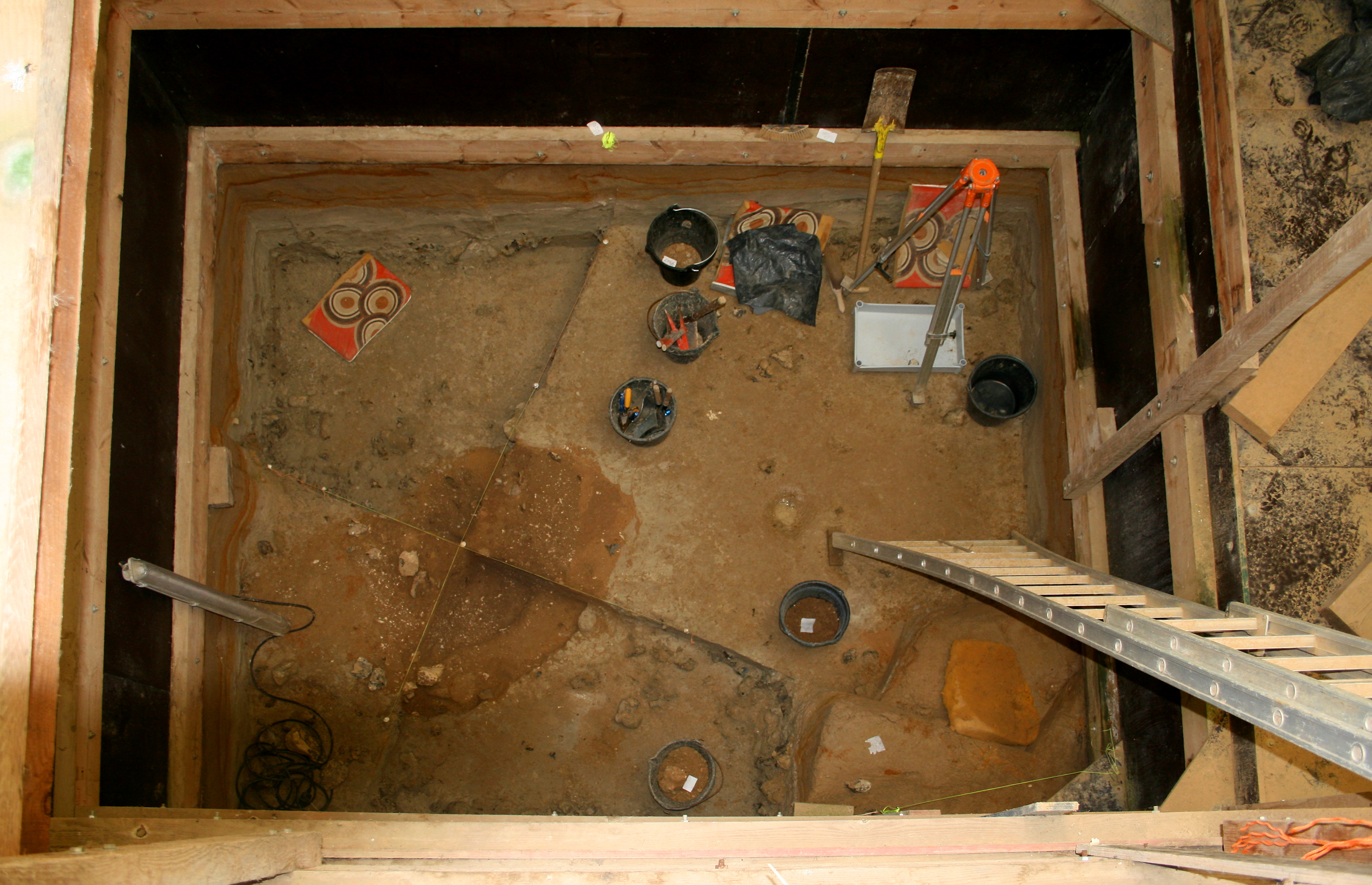
Forschungsgrabung (2010)

## Forschungsgeschichte
Bereits 1867 wurden beim Bau der Bahnstrecke von Mons nach Chimay die ersten Schächte entdeckt. Danach wurden immer wieder Grabungen in dem Gebiet, vor allem von der „Société de Recherche préhistorique en Hainaut“, unternommen. Diese gräbt bis heute regelmäßig in dem Gebiet. Umfassende Publikationen wurden vor allem von François Hubert publiziert.

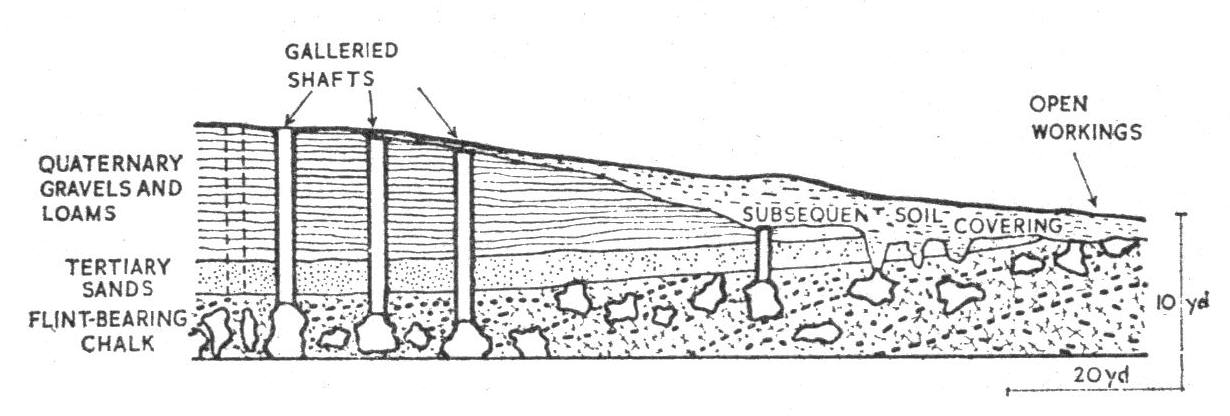
Links die abgeteuften Schächte, rechts der Tagebaubereich (2008)

## Fund- und Befundsituation

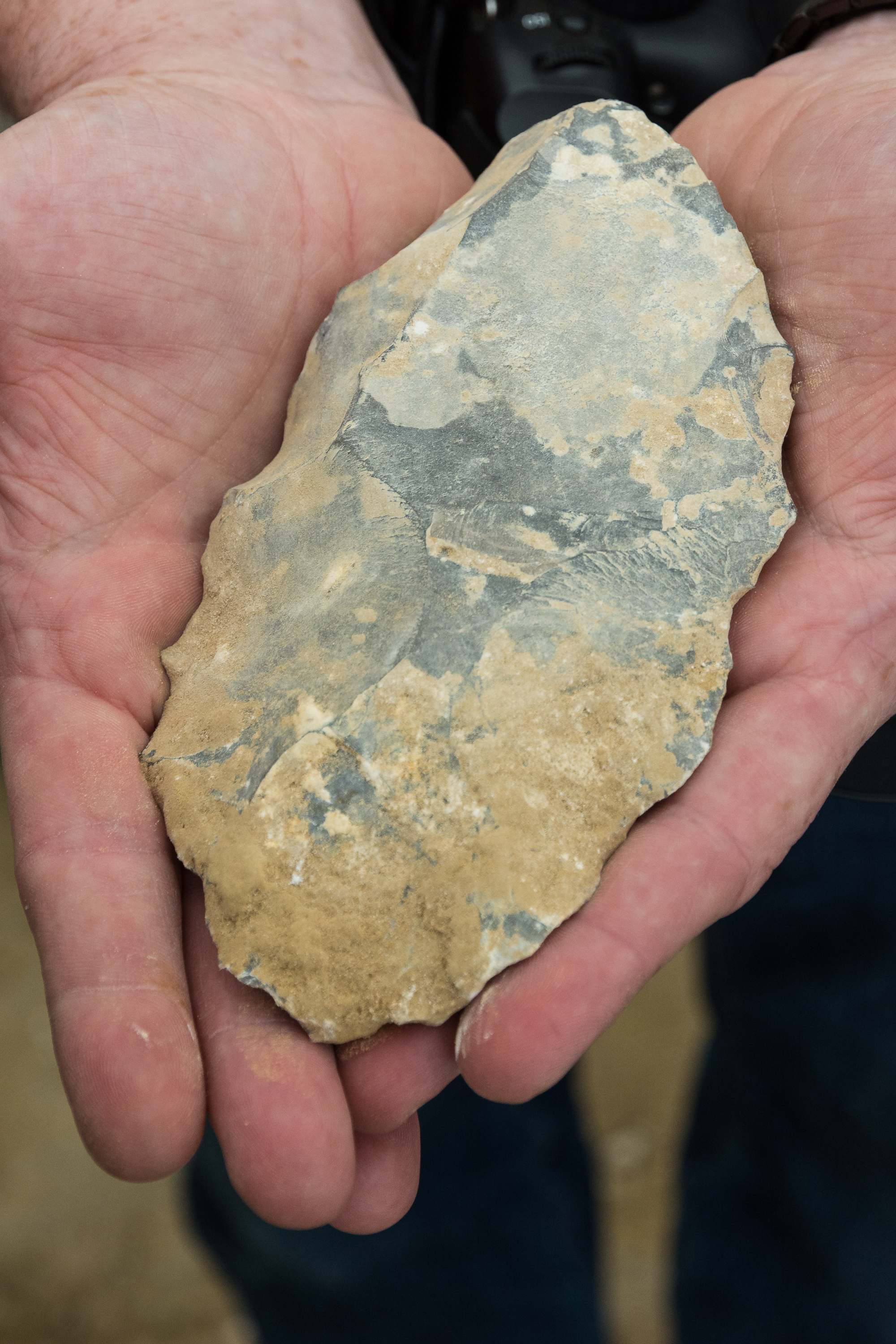
Artefakt, bearbeitete Feuersteinklinge (2015)

Der Bergbau von Spiennes ging vom tagesnahen Mardellenbergbau zum Tiefbau über, als die tagesnahen Bereiche erschöpft waren und die steinzeitlichen Bergleute der Lagerstätte in die Tiefe folgten.
Die Schächte besitzen einem Durchmesser von 0,8–1,2 m, liegen bis zu 5,5 m voneinander entfernt und reichen 8–16 m in die Tiefe. Von ihnen geht ein Streckensystem aus, welches 1–2 m hoch ist und einen erweiterten Duckelbau bildet. Verfüllt wurden die Gänge mit dem Aushub aus neu angelegten Strecken und Schächten.
Eine Vielzahl von Silexfragmenten bilden die Hauptfundgattung. Das Arbeitsgerät bestand aus Steinpicken und Hirschgeweihschaufeln. Spuren am Kreidegestein lassen noch heute die Schlagrichtung erkennen. Neben Werkzeugfunden wurden auch menschliche Skelette sowie zertrümmerte Skelettreste gefunden. Interpretiert wurden letztere entweder als Sekundärbestattung oder als Anzeichen für Kannibalismus. Bemerkenswert sind zwei Kreidesteine: an einem lassen sich Seilspuren identifizieren, er kann als Beleg eines Gegengewichtes zur Silexförderung angenommen werden;:136f. der andere zeigt das Konterfei eines Menschen.:136f.

## Chronologie
Der älteste neolithische Fund aus dem Areal ist eine Keramik, die an das Ende der Linienbandkeramik datiert. Weitere Keramikfunde verweisen auf die Michelsberger und die Seine-Oise-Marne-Kultur. Kalibrierte C14-Daten aus den Schächten verweisen auf das Jahr 3470 (± 75 J.) v. Chr., welches dem Beginn der Michelsbergerkultur und dem Ende der Linienbandkeramik entspricht.:131f. Kontinuierlich benutzt wurde das Werk bis in das Jahr 2300 v. Chr., also bis in das Endneolithikum und die Deûle-Escaut-Kultur.

## Handelsbeziehungen
Die Verteilung des Rohfeuersteines erfolgte in einem Umkreis von bis zu 50 km um Spiennes; die Halb- und Endprodukte, vorwiegend Beilköpfe und Rohlinge, sogar in einen Umkreis von bis zu 160 km.